# 143 Adrija
143 Adrija (mednarodno ime 143 Adria ) je velik in temen asteroid tipa C v glavnem asteroidnem pasu.

## Odkritje
Asteroid je odkril Johann Palisa 23. februarja 1875.. 
Imenuje se po Jadranskem morju, na obali katerega je bil odkrit (v Pulju).

## Lastnosti
Asteroid Adria obkroži Sonce v 4,59 letih. Njegova tirnica ima izsrednost 0,070, nagnjena pa je za 11,469° proti ekliptiki.
Na površini ima verjetno enostavne ogljikove spojine.